# Selinunt
Selinunt (/ ˌsɛlᵻnuːnteɪ /; starogrško Σελινοῦς, Selinous, latinsko Selinūs) je bilo staro grško mesto na jugozahodni obali Sicilije v Italiji. Mesto je bilo med dolinama rek Belice in Modione. Zdaj je v občini Castelvetrano, med predelom Triscina di Selinunte na zahodu in Marinella di Selinunte na vzhodu. Na arheološkem najdišču je pet templjev okoli akropole. Od petih templjev je bil ponovno zgrajen samo Herin, znan tudi pod imenom tempelj E. Na svojem vrhuncu pred 409 pr. n. št. je v mestu živelo do 30.000 ljudi, brez sužnjev. 

## Zgodovina
Selinunt je bil ena najpomembnejših grških kolonij na Siciliji, na jugozahodni obali tega otoka, ob ustju majhne reke istega imena in 6,5 km zahodno od reke Hipsas (danes Belice). Po zgodovinarju Tukididu je kolonijo ustanovilo sicilijansko mesto Megara Hiblaja pod vodstvom Pamila približno 100 let po ustanovitvi tega mesta s pomočjo kolonistov iz Megare v Grčiji, ki je bila matično mesto Megare Hiblaje . Datuma ustanovitve ni mogoče natančno določiti, saj ga Tukidid navaja samo s sklicevanjem na ustanovitev mesta, ki je sama po sebi nejasna, vendar jo lahko postavimo okoli 628 pr. n. št. Diodor Sicilski je datum postavil 22 let prej ali 650 pr. n. št., Hieronim pa še v leto 654 pr. n. št. Tukididov datum, ki je najverjetnejši, je nezdružljiv s temi zgodnejšimi datumi. Ime naj bi izhajalo iz divje zelene (starogrško σέλινον (selinon)) , ki je rasla v okolici. Iz istega razloga so list zelene sprejeli kot simbol na svojih kovancih.
Selinunt je bil najbolj zahodna grška kolonija na Siciliji, zato so kmalu prišli v stik s Feničani iz zahodne Sicilije in sosednjimi Sicilijanci na zahodu in severozahodu otoka. Zdi se, da se Feničani v glavnem niso spopadali z njimi, so pa bili že leta 580 pr. n. št. prebivalci Selinunta v sporu z negrškimi Elimi iz Segeste, katerih ozemlje jih je obkrožalo.  Izseljenci z Rodosa in Knida, ki so kasneje ustanovili Liparo, so podprli Segesto, tako da so zmagali. Spori in sovražnosti med Segesto in Selinuntom so bili verjetno pogosti in mogoče je Diodor mislil na Selinutčane, ko je napisal, da je Segesta v vojni z Lilibejanci (sodobna Marsala) v 454 pr. n. št. 
Reka Mazar, ki je takrat morda oblikovala mejo s Segesto, je tekla le približno 25 km zahodno od Selinunta in gotovo je, da se je območje Selinunta v nekoliko kasnejšem obdobju razširilo na njen breg, se utrdilo in trgovalo v ustju. Na drugi strani se je ozemlje Selinunta gotovo razširilo do reke Halikos (sicilijansko Platani), na ustju katere je ustanovil kolonijo Minoja ali Herakleja, kot je bila pozneje imenovana.   Selinunt je takrat že dosegel veliko moč in blaginjo, vendar je o tej zgodovini ohranjeno zelo malo podatkov. Tako kot večina sicilijanskih mest je tudi Selinunt prešel iz oligarhije v tiranijo in okoli 510 pr. n. št. je bil pod oblastjo despota po imenu Pejtagora, ki je s pomočjo Špartancev strmoglavil Evrileona, enega od spremljevalcev špartanskega princa Dorieja. Evrileon je po strmoglavljenju kmalu umrl. Selinuntčani so podprli Kartagino med veliko ekspedicijo Hamilkarja (480 pr. n. št.), celo obljubili so, da bodo poslali kontingent kartažanski vojski, ki pa je prišel šele po Hamilkarjevem porazu v bitki pri Himeri. 
Selinunt je nato omenjen leta 466 pr. n. št., ko naj bi sodeloval z drugimi sicilijanskimi mesti pri pomoči Sirakuzam, da bi izselili Trazibula. Tukidid je omenjal Selinunt v povezavi z atensko ekspedicijo leta 416 pr. n. št. kot o močnem in premožnem mestu, ki je zelo sposobno za vojno na kopnem in morju, ima pa tudi velike zaloge bogastva v svojih templjih . Diodor ga opisuje tudi v obdobju kartažanskega vdora, saj je užival v dolgem obdobju miru in ob številnih prebivalcih. Obzidje Selinunta je zasedalo približno 100 hektarjev. V 5. stoletju pred našim štetjem je po oceni v njem živelo od 14.000 do 19.000 ljudi.

### Sicilska odprava
416 pr. n. št. so se obnovili stari spori med Selinuntom in Segesto in pripeljali do velike atenske ekspedicije na Sicilijo. Selinunt je pozval Sirakuze na pomoč, da so lahko blokirali Segesto, a so jim pomagale Atene.  Zdi se, da Atene niso takoj ukrepale, da bi rešili Segesto, vendar ni znan noben nadaljnji spopad. Ko je atenska ekspedicija prvič prišla na Sicilijo (415 pr. n. št.), je bil Tukidid predstavljen generalu Nikiu, ki je predlagal, da bi Atenci takoj odšli v Selinunt in ga prisilili, da se mirno preda, vendar je bil ta nasvet zavrnjen in ekspedicija poslana v Sirakuze. Posledično je Selinunt igral le manjšo vlogo pri nadaljnjih operacijah, vendar pa se večkrat omenja vojska Sirakuz.

### Zasedba Kartažanov
Poraz atenske vojske je očitno zapustil Segesto na milost in nemilost njihovim tekmecem. Predali so mejni okraj, ki je bil prvotni predmet spora s Selinuntom. Ta pa ni bil zadovoljen in nadaljeval sovražnost, tako da je Segesta poiskala pomoč pri Kartagini. Ta je poslala majhno vojsko, ki je s pomočjo Segeste v bitki premagala Selinunt. [19] Kartažani so naslednjo pomlad (409 pr. n. št.) poslali veliko vojsko 100.000 moških, ki jo je vodil Hanibal Mago (vnuk Hamilkarja, ki je umrl v Himeri). Vojska je pristala v Lilibeju in od tam odšla naravnost v Selinunt. Prebivalci mesta niso pričakovali take sile in so bili popolnoma nepripravljeni, da bi se uprli. Mestna utrdba je bila v mnogih krajih v slabem stanju, oborožene sile, ki so jih obljubili Sirakuze, Akragas (sodobni Agrigento) in Gela, niso bile pripravljene in niso prišle pravočasno. Selinunt se je sam boril proti Kartažanom in še naprej branil hiše tudi po prekoračitvi obzidja. Po desetdnevnem obleganju je bilo mesto zavzeto in večina branilcev mrtva. Po podatkih iz virov je bilo ubitih 16.000 državljanov Selinunta, 5000 je bilo ujetih in zaprtih, 2600 pod poveljstvom Empediona je pobegnilo v Akragas.  Kasneje je precej preživelih in ubežnikov zbral Hermokrat iz Sirakuz in jih naselil znotraj obzidja mesta. Kmalu zatem je Hanibal uničil mestno obzidje, vendar je dovolil preživelim prebivalcem, da se vrnejo in živijo kot prebivalci Kartagine. Precejšen del državljanov Selinunta je sprejel to ponudbo, kar je bilo potrjeno s pogodbo, ki so jo pozneje sklenili Dionizij, tiran v Sirakuzah, in Kartažani leta 405 pr. n. št.

### Uničenje
Selinunt je bil spet omenjen leta 397 pr. n. št., ko so podprli Dionizija med vojno s Kartagino, vendar sta mesto in ozemlje spet pripadla Kartažanom po miru iz 383 pr. n. št. Zdi se, da je reka Halkus, ki je bila določena kot vzhodna meja kartažanskega gospostva na Siciliji po pogodbi iz 383 pr. n. št., kljub začasnim prekinitvam na splošno ostala meja in jo je v skladu s pogodbo Agatokles leta 314 pr. n. št. ponovno določil kot mejo . Ta zadnja pogodba je izrecno določala, da so Selinunt, Herakleja in Himera podložni Kartagini. Leta 276 pr. n. št. pa so se med selitvijo Pira na Sicilijo Selinuntčani prostovoljno pridružili Piru po zajetju Herakleje. Po prvi vojni je bil Selinunt spet pod nadzorom Kartagine, njegovo ozemlje pa je bilo večkrat prostor vojaških operacij med Rimljani in Kartažani.  Okoli 250 pred n. št., ko so se Kartažani začeli umikati in se omejili na obrambo čim manj krajev, so vse prebivalce Selinunta preselili v Lilibej ter mesto uničili.
Zdi se, da mesto ni bilo nikoli obnovljeno. Plinij starejši omenja ime (Selinus oppidum ), kot da bi v njegovem času še vedno bilo, vendar ga je Strabon uvrstil med izumrla mesta. Ptolemaj, čeprav omenja reko Selinus, ne omenja mesta imena.  Selinuntske terme (sodobni Sciacca), ki izvirajo iz starodavnega mesta in so jih Rimljani pogosto obiskovali, so 30 km oddaljene od Selinunta: žvepleni izviri so še vedno zelo cenjeni zaradi zdravilnih lastnosti in so posvečene tako kot večina termalnih vod na Siciliji San Calogeru. V poznejšem obdobju so jih imenovali Aquae Labodes ali Larodes, kakor se imenujejo v  Antoninovem itinerarju. 

## Arheološki ostanki
Mesto je ob morju, med reko Modione (starodavno Selinus) na zahodu in reko Cottone na vzhodu, na dveh visokih planotah, povezanih s sedlom. Del mesta na jugu, ob morju, ima akropolo z dvema ulicama, ki se križata, in številne templje (A, B, C, D, O). Na delu mesta na severu proti notranjosti so bila stanovanja po Hipodamovem načrtu z akropolo in dvema nekropolama (Galera-Bagliazzo in Manuzza).
Druge pomembne ostanke najdemo na visokih planotah prek rek proti vzhodu in zahodu mesta. Na vzhodu, severno od sodobne vasi Marinella, so trije templji (E, F, G) in nekropola (Buffa). Na zahodu so najstarejši ostanki Selinunta: Demetrino svetišče in arhaična nekropola (Pipio, Manicalunga, Timpone Nero). Dve pristanišči sta bili v ustju obeh rek.
Sodobni arheološki park, ki pokriva približno 40 hektarjev, je razdeljen na: 
- akropola v središču s templji in utrdbami
- hrib Gaggera na zahodu z Demetrinim svetiščem
- hrib Mannuzza na severu s starodavnimi stanovanji
- vzhodni hrib z drugimi templji
- nekropole

### Akropola
Akropola je masiv iz krede, ki na jugu pada v morje, severni konec pa se razširi na 140 metrov. Naselje v obliki trapezoida, razširjeno na sever z velikim podpornim zidom na terasah (približno enajst metrov visok), je bilo obdano z obzidjem (večkrat obnovljeno in spremenjeno) z zunanjostjo iz kvadratnih kamnitih blokov in notranjostjo iz grobega kamna (emplekton). Imelo je pet stolpov in štiri vrata. Na severu je bila akropola utrjena s številnimi zidovi in stolpi od začetka 4. stoletja pred našim štetjem. Na vhodu v akropolo je tako imenovani Poluksov stolp, zgrajen v 16. stoletju, da bi odvračal barbarske pirate, na vrhu ostankov antičnega stolpa ali svetilnika.
Mestni načrt je razdeljen v četrtine z dvema glavnima ulicama (širine 9 metrov), ki se križata pravokotno (cesta sever–jug je dolga 425 metrov, vzhod–zahod pa 338 metrov). Vsakih 32 metrov ju prečijo druge manjše ceste (široke 5 metrov). Ta urbani sistem, ki je sledil starodavnemu modelu, izhaja iz 4. stoletja pred našim štetjem (tj. obdobje kartažanske vladavine). Prvim letom kolonije je mogoče pripisati več oltarjev in malih svetišč, ki so jih zamenjali okrog petdeset let pozneje z velikimi, trajnejšimi templji. Prvi od njih je megaron v bližini templjev B in C. Pred templjem O je kartažanski prostor za žrtvovanja iz 409 pr. n. št., sestavljen iz prostorov, zgrajenih iz suhih zidakov, v katerih so odložene vaze s pepelom z amforami vrste kartažanski "torpedo". Na hribu akropole so ostanki številnih dorskih templjev.
Tempelj O in tempelj A, od katerih je malo ostalo, razen skalnate kleti in oltarja, ki je bil zgrajen med 490 in 460 pr. n. št., sta imela skoraj enako strukturo, podobno tisti templja E na vzhodnem hribu. Peristil je bil širok 16,2 metra in dolg 40,2 metra s 6 x 14 stebri (6,23 metra visokimi). V notranjosti se je pojavil pronaos v antisu, naos z aditonom in opistodom v antisu, ločen od naosa. Naos je bil stopnico višji od pronaosa in aditona, ki je bil ponovno stopnico višje. V steni med pronaosom in naosom sta dve spiralni stopnišči pripeljali do galerije (ali nadstropja) zgoraj. Pronaos templja A ima tlak iz mozaika s simboličnimi figurami feničanske boginje Tanit, kerikeja, Sonca, krono in bikovo glavo, ki pričajo o ponovni uporabi prostora kot verskega ali domačega območja v obdobju Kartažanov. Tempelj O je bil posvečen Pozejdonu ali morda Ateni, tempelj A Dioskuroma ali morda Apolonu.
34 metrov vzhodno od templja A so ostanki monumentalnega vhoda na območje, ki je bil v obliki propilej s tlemi v obliki T, sestavljen iz pravokotnika 13 x 5,6 metra s peristilom 5 x 12 stebrov in drugega pravokotnika 6,78 x 7,25 metra.
Prek vzhodnozahodne ulice je drugo sveto območje severno od prejšnjega. Tam, južno od templja C, je svetišče, dolgo 17,65 metra in široko 5,5 metra, ki datira v 580 do 570 pr. n. št. in ima arhaično obliko megarona, ki je bil morda namenjen hranjenju votivnih darov. Vhod v vzhodni konec, ki je brez pronaosa, je šel naravnost v naos (v središču katerega sta dve bazi za lesena stebra, ki sta podpirala streho). Na hrbtni strani je bil kvadratni aditon, ki mu je bil kasneje dodan tretji prostor. Svetišče je bilo morda posvečeno Demetri Tezmoforiji. 
Desno od svetišča je tempelj B iz helenističnega obdobja, ki je majhen (8,4 x 4,6 m) in v slabem stanju. Sestavljen je iz prostilnega portika s štirimi stebri, dostopen po stopnišču z devetimi stopnicami, sledita pronaos in naos. Leta 1824 so bile še vedno vidne jasne sledi mnogobarvaste štukature. Verjetno je bilo zgrajeno okrog 250 pr. n. št., preden je bil Selinunt zapuščen in je edina verska stavba, ki potrjuje skromno oživitev mesta po uničenju leta 409 pr. n. št. Njegov namen je še vedno nejasen. V preteklosti se je verjelo, da je Empedoklejev  heroon , dobrodelnika Selinuntskega močvirja, vendar ta teorija glede na datacijo stavbe ne drži. Danes se zdi verjetneje, da je močan heleniziran kartažanski kult, morda Demetre ali Asklepija, Esmuna.
Tempelj C je najstarejši na tem območju, ki datira v leto 550 pred našim štetjem. Od leta 1925 do 1927 je bilo obnovljenih 14 od 17 stebrov severne strani skupaj z delom entablature. Imel je peristil (24 x 63,7 m), 6 x 17 stebrov (8,62 m visok). Vhod je bil dosegljiv po osmih stopnicah in bil sestavljen iz portika z drugo vrsto stebrov in nato pronaosa. Zadaj sta bila naos in aditon v dolgi ozki strukturi (arhaična značilnost). V bistvu ima isti tloris kot tempelj F na vzhodnem hribu. Več elementov kaže poskuse in odstopanje od dorskega templja, ki je kasneje postal standard: stebri so čudni in masivni (nekateri so celo izdelani iz enega samega kosa kamna), pomanjkanje entaze, kažejo spremembe v številu kanelur, širina interkolumnija se spreminja, vogalni stebri imajo večji premer kot drugi itd. V najdiščih v templju so: nekateri drobci rdeče, rjave in vijolične mnogobarvaste terakote iz dekoracije venca, gigantske 2,5 metra visoke glinene glave gorgone iz pedimenta, tri metope, ki predstavljajo Perzeja, ki je ubil gorgono, Herakleja s Kerkopi in čelni pogled na kvadrigo z Apolonom, ki jih hranijo v arheološkem muzeju v Palermu. Tempelj C je bil najverjetneje arhiv, saj je bilo tukaj na stotine pečatov in je bil posvečen Apolonu po epigrafskih dokazih  ali morda Herakleju.
Vzhodno od templja C je pravokoten velik oltar (širok 20,4 metra x 8 metrov), od katerega so ostali temelj in nekaj stopnic, verjetno območje helenistične agore. Še nekaj ostankov hiš in terasa obkrožajo dorski portik (57 metrov dolg in 2,8 metra globok), ki gleda na del zidu, ki podpira akropolo.
Naslednji je tempelj D, ki je datiran v 540 pr. n. št. Zahodna fasada je v smeri sever–jug. Peristil je 24 metrov x 56 metrov s 6 x 13 stebri (vsak 7,51 metra visok). Tu je pronaos v antisu, podolgovat naos, ki se konča z aditonom. Je bolj standardiziran kot tempelj C (stebri so rahlo nagnjeni, bolj vitki in imajo entazo, portik je pred distilnim pronaosom v antis), vendar ohranja nekatere arhaične lastnosti, kot je sprememba dolžine interkolumnija in premer stebrov, pa tudi število kanelur na steber. Kot pri templju C obstaja veliko krožnih in kvadratnih votlin na tlaku peristila in naosa, katerih vloga ni znana. Tempelj D je bil posvečen Ateni glede na epigrafske dokaze ali morda na Afroditi. Veliki zunanji oltar ni usmerjen v osi templja, temveč je nameščen poševno v bližini jugozahodnega vogala, kar je nakazovalo, da je starejši tempelj zasedal isto mesto na drugačni osi.
Vzhodno od templja D je majhen oltar pred vznožjem arhaičnega svetišča: tempelj Y, znan tudi kot tempelj majhnih metop. Odkrite metope so visoke 84 centimetrov in datirajo v 570 pr. n. št. Predstavljajo zasukano sfingo v profilu, delfsko triado (Leto, Apolon, Artemida) v togem frontalnem pogledu in ugrabitev Evrope. Drugi dve metopi lahko datirata približno v leta okoli 560 pr. n. št. in sta reciklirani pri konstrukciji Hermokratovega zidu. Prikazujeta kvadrigo Demetre in Perzefone (ali Helija in Selene? Apolona?) in elevzinski misterij s tremi ženskami, ki imajo zrna žita (Demetra, Perzefona in Hekata? Mojre?). Vse v arheološkem muzeju v Palermu.
Med templjem C in D so ruševine bizantinske vasi iz 5. stoletja n. št., zgrajene z recikliranim kamenjem. Dejstvo, da so bile nekatere hiše zdrobljene s padcem stebrov templja C, kaže, da je bil potres, ki je povzročil razpad templjev, v srednjem veku.
Na severu ima akropola dve četrti mesta (eno zahodno in drugo vzhodno od glavne severno–južne ulice), ki jo je Hermokrat obnovil po 409 pr. n. št. Hiše so skromne, zgrajene z recikliranim materialom. Nekatere od njih imajo vrezane križe, znak, da so bile kasneje prilagojene krščanskim stavbam ali so bile naseljene s kristjani.
Nadalje so na severu pred glavnim območjem bivališč ogromne utrdbe za obrambo akropole. Vzporedno je dolga galerija (prvotno pokrita) s številnimi obokanimi prehodi, ki ji sledijo globoki obrambni jarki, prečkani z mostovi, s tremi polkrožnimi stolpi na zahodu, severu in vzhodu. Okoli zunanjega severnega stolpa (ki je imel orožarno v kleti) so vhodi v vzhodno–zahodni jarek s prehodi na obeh stenah. Le majhen del utrdb pripada starem mestu – večinoma so iz Hermokratove obnove in zaporednih popravil v 4. in 3. stoletju. Dejstvo, da so bili arhitekturni elementi reciklirani vanje, kaže, da so bili nekateri templji že pred 409 pr. n. št.

### Hrib Manuzza
Severno od akropole na hribu Manuzza sodobna ulica sledi meji območja v obliki masivnega trapeza, v katerem je bila domnevno starodavna agora. Celotno območje je zasedlo stanovanjsko naselje po Hipodamovem načrtu (rekonstruirano z aerofotografijo) z nekoliko drugačno usmerjenostjo od akropole, z vzdolžnimi otoki 190 x 32 metra, usmerjenimi sever–jug, ki so bili prvotno obkroženi z obrambnim zidom. Na tem območju ni bilo sistematičnih izkopavanj, vendar je bilo nekaj sondaž, ki so potrdile, da je bilo območje naseljeno od ustanovitve Selinunta (7. stoletje pr. n. št.) in zato ni kasnejše širitve mesta.
Po uničenju Selinunta leta 409 tega območja mesta niso obnovili. Prebivalci, ki jih je vrnil Hermokrat, so se naselili le na akropoli, ki je bila varnejša. Leta 1985 je bila na hribu odkrita struktura, verjetno javna stavba iz 5. stoletja pred našim štetjem [33]. Nadalje na severu, zunaj stanovanjskih naselij, sta dve nekropoli: Manuzza in starejša (7. in 6. stoletje) v Galeri Bagliazzo.

### Vzhodni hrib
Na vzhodnem hribu so trije templji, ki pa se zdi, da so vsi na istem območju na isti osi sever–jug in niso pripadali enemu samemu svetemu kompleksu (temenos), ker stena ločuje tempelj E od templja F. Ta sveti kompleks ima močne vzporednice z zahodnimi pobočji akropole Megara, Selinuntovim matičnim mestom, kar je koristno (morda nepogrešljivo) za pravilno pripisovanje kultov treh templjev.
Tempelj E je najnovejši od treh, sega v leto 460–450 pr. n. št. in ima zelo podoben tloris kot templja A in O na akropoli. Njegov trenutni videz je posledica anastiloze (rekonstrukcija z izvirnim materialom) med letoma 1956 in 1959, ki pa je sporna. Peristil je 25,33 x 67,82 metra z vzorcem 6 x 15 stebrov (vsak 10,19 metra visok) s številnimi sledovi prvotne štukature. To je tempelj, za katerega je značilnih več stopnišč, ki ustvarjajo sistem zaporednih ravni: 10 stopnic vodi do vhoda na vzhodni strani, za pronaosom v antisu še šest stopnic vodi v naos in končno še šest stopnic v aditon na zadnji strani naosa. Za aditonom, ki ga loči stena, je bil opistodom v antisu. Dorski friz na vrhu sten naosa je sestavljen iz metop, ki prikazujejo ljudi, z glavami in golimi deli žensk iz paroškega marmorja, preostanek pa je iz lokalnega kamna.
Ohranjene so bile štiri metope: Heraklej ubije Amazonko Antiopo, poroka Here in Zevsa, Aktajona raztrgajo Artemidini lovski psi, Atena ubije velikana Enkelada in še ena, bolj fragmentirana, ki prikazuje Apolona in Dafne. Vse hranijo v arheološkem muzeju v Palermu. Nedavne sondaže v templju in pod templjem E so razkrile, da sta bili na tem mestu dve drugi svetišči, od katerih je eno bilo uničeno leta 510 pr. n. št. Tempelj E je bil posvečen Heri, kot je razvidno iz napisa na votivni steli , vendar nekateri ugotavljajo, da je bil morda posvečen Afroditi glede na strukturne vzporednice.
Tempelj F, najstarejši in najmanjši od treh, je bil zgrajen med 550 in 540 pr. n. št. po modelu templja C. Od templjev je bil najbolj uničen. Peristil je bil 24,43 x 61,83 metra z vzorcem stebrov 6 x 14 (visoki 9,11 metra), v prostoru med stebri so bili kamniti zasloni (visoki 4,7 metra) z lažnimi vrati, okrašenimi s pilastri in arhitravi – dejanski vhod je bil na vzhodu. Ni jasno, kakšen je bil namen teh zaslonov, ki so edinstveni med grškimi templji. Nekateri menijo, da so bili namenjeni zaščiti votivnih daril ali pa so z njimi želeli preprečiti, da bi posamezne obrede (Dionizijevi misteriji?) videli neizkušeni. V notranjosti so portik z drugo vrsto stebrov, pronaos, naos in aditon v eni dolgi, ozki strukturi (arhaična značilnost).
Na vzhodni strani sta bili ob izkopavanjih leta 1823 odkriti dve poznoarhaični metopi (datirani 500 pr. n. št.), ki sta prikazovali Ateno in Dioniza pri ubijanju dveh gigantov. Danes ju hranijo v Regionalnem arheološkem muzeju Antonia Salinasa. Znanstveniki menijo, da je bil tempelj F posvečen Ateni  ali Dionizu.
Tempelj G je bil največji v Selinuntu (113,34 m, širok 54,05 m in visok približno 30 m) in je bil med največjimi v grškem svetu.  Ta stavba, čeprav se je gradila od 530 do 409 pr. n. št. (dolgo obdobje gradnje potrjuje spreminjanje sloga: vzhodna stran je arhaična, medtem ko je zahodna stran klasična), je ostala nepopolna, kar kaže tudi odsotnost kanelur na nekaj stebrih in obstoj stebrnih bobnov iste velikosti deset kilometrov stran od Cave di Cusa, kjer še vedno izkopavajo.
V ogromnem kupu ruševin je mogoče razbrati peristil 8 x 17 stebrov (16,27 metrov visok, s premerom 3,41 metra), od katerih eden od leta 1832 še vedno stoji, ko je bil znova nameščen kot lu fusu di la vecchia (kraj starega stebra). Notranjost je bila sestavljena iz prostilnega pronaosa s štirimi stebri, z dvema globokima antama, ki sta se končali s pilastri in tremi vrati, ki so vodila do velikega naosa. Naos je bil zelo velik in je bil razdeljen na tri hodnike – srednji je bil verjetno navzgor odprt (hipatrus). V dveh vrstah desetih vitkih stebrov sta bila podprta druga vrsta stebra (galerija) in dve stranski stopnišči, ki sta pripeljali do strešnega prostora. Na hrbtni strani osrednjega hodnika je bil aditon, ločen od sten naosa in v celoti v njem. V aditonu je bil najden trup ranjenega ali umirajočega velikana, pa tudi zelo pomemben napis: Velika tabla Selinunta. Na zadnjem delu je bil antisov opistodom, do katerega ni bil mogoč dostop iz naosa. Posebno zanimanje med ruševinami vzbujajo nekateri končni stebri, ki kažejo sledi barvne štukature in bloke ogredja, ki imajo na straneh podkvasto oblikovane utore. Vrvi so tekle skozi te žlebove in so jih uporabljali za dviganje. Tempelj G je bil verjetno zakladnica mesta in napisi kažejo, da je bil posvečen Apolonu, čeprav nedavne študije menijo, da je bil posvečen Zevsu.
Ob vznožju gričev na vzhodu reke Cottone je bilo Vzhodno pristanišče, ki je bilo več kot 600 metrov široko na notranji strani in verjetno opremljeno s pomolom ali valobranom za zaščito akropole. Spremenilo se je v 4. in 3. stoletju: bilo je povečano in obdano s pomoli (usmerjeni sever–jug) in na območju skladišč. Od obeh pristanišč Selinunta, ki sta zdaj zasuti, je bilo glavno Zahodno pristanišče ob reki Selinus-Modione.
Zunanji prostori, namenjeni trgovanju, trgovini in pristaniškim dejavnostim, so bili urejeni na masivnih terasah na vzpetinah.
Severno od sodobne vasi Marinella je nekropola Buffa.

### Hrib Gaggera z Maloforovim templjem
Pot poteka od akropole čez reko Modione do zahodnega hriba.
Na hribu Gaggera so ostanki zelo starega selinuntskega svetišča boginje plodnosti Demetre z jabolkom (Maloforos), izkopani med letoma 1874 in 1915. Kompleks, v različnem stanju ohranjenosti, je bil zgrajen v 6. stoletju pred n. št. na pobočju hriba in bil verjetno postaja za pogrebne procesije na poti proti nekropoli Manicalunga.
Prvotno je bilo mesto gotovo brez stavb in primerno odprto območje za kultne obrede na oltarju. Kasneje se je s postavitvijo templja in visokega obzidja (temenos) spremenilo v svetišče. To svetišče je bilo sestavljeno iz pravokotnega zaprtega prostora (60 x 50 metrov), ki je imelo na vzhodni strani vhod s pravokotnimi propilejami v antisu (zgrajene v 5. stoletju pred našim štetjem), s kratkim stopniščem in krožno zgradbo. Zunaj zaprtega prostora so bile propileje obdane z ostanki dolgega portika (stoa) s sedeži za romarje, ki so zapustili dokaze o sebi v obliki različnih oltarjev in votivnih daril. V zaprtem prostoru je bil v središču velik oltar (širok 16,3 metra x 3,15 metra), na vrhu kupa pepela iz kosti in drugih delov žrtev. Imel je podaljšek na jugozahod, ostanki starega arhaičnega oltarja pa so vidni v bližini severozahodnega roba, na hrbtni strani oltarja pa je kvadratna jama. Med oltarjem in templjem je v skalo izklesan kanal, ki prihaja s severa skozi celotno območje, in nosi vodo do svetišča iz bližnjega izvira. Takoj za kanalom je Demetrin tempelj v obliki megarona (20,4 x 9,52 m), brez krepidoma ali stebrov, vendar opremljen s pronaosom, naosom in aditonom z nišo na hrbtni strani. Na severni strani pronaosa je pritrjena pravokotna servisna soba. Megaron je zgodnja faza le na ravni temeljev. Južno od templja sta kvadratna in pravokotna struktura z nejasnim namenom. Severno od templja je druga struktura iz poznejšega obdobja z dvema prostoroma, ki se odpirata na notranjo in zunanjo stran temenosa in sestavlja sekundarni vhod v zaprto območje. Južna stena zaprtega prostora je bila občasno okrepljena, da bi se zavarovala pred pogrezanjem hriba. Južno od propilej, pritrjeno na steno zaprtega prostora, je bilo še eno ohišje, posvečeno Hekati, v obliki kvadrata s svetiščem v vzhodnem kotu v bližini vhoda, v južnem kotu pa je bil majhen kvadratni tlakovan prostor za neznan namen.
15 metrov severno je bil še en kvadraten zaprt prostor (17 x 17 metrov), posvečen Zevsu Meilihiosu (medeno sladek Zevs) in Pasikrateji (Perzefoni), od katerega je precej ostankov, vendar ni enostavno razumeti različnih struktur, ki so bile zgrajene na koncu 4. stoletja pred našim štetjem. Sestavljen je iz zidne ograje, obkrožene z različnimi vrstami stebrov na obeh straneh (del helenističnega portika), majhnega templja prostil v antisu (5,22 x 3,02 m) na hrbtni strani zidu z monolitnimi dorskimi stebri toda jonskim ogredjem in dva druga v središču zaprtega prostora. Zunaj, na zahodu, so pobožni posvečali številne majhne stele s podobami božjega para (dva obraza, en moški in ena ženska), narejena s plitvimi zarezami. Skupaj z njimi so našli pepel in ostanke daritev, dokaz o zbliževanju grških kultov htoničnih bogov (podzemni bogovi) in kartažansko religijo. Številne so najdbe iz Demetrinega templja (vse v muzeju v Palermu): izrezljani reliefni mitološki prizori, okoli 12.000 votivnih terakotnih figuric od 7. do 5. stoletja pred našim štetjem; ženska z velikimi prsmi, ki prikazuje Demetro in morda Tanit, veliko korintske keramike (pozna protokorintska in zgodnja korintska keramika), ploski relief, ki prikazuje Hadovo Ugrabitev Perzefone, najdeno na vhodu v ogrado. Krščanski ostanki, zlasti svetilke z monogramom XP, dokazujejo prisotnost krščanske verske skupnosti na območju zatočišča med 3. in 5. stoletjem n. št.
Nekoliko naprej po pobočjih hriba Gaggera je izvir, iz katerega je Demetrino svetišče dobilo vodo. 50 metrov nižje od nje je bila nekoč stavba, ki naj bi bila tempelj (tako imenovani tempelj M), ki je pravzaprav monumentalna fontana. Je pravokotne oblike (26,8 m dolga x 10,85 m široka x 8 m visoka), izdelana iz kvadratnih blokov s cisterno, zaprtim bazenom, zaščitena s portikom s tremi stebri in stopniščem s štirimi stopnicami z veliko tlakovano površino pred njo. Stavba je v dorskem slogu in je datirana v sredino 6. stoletja, predvsem arhitekturna terakota, ki je bila tam odkrita. Drobci metop z amazonomahijo, čeprav so bili v bližini, ne spadajo v stavbo, ki je imela majhne, gladke metope. Nedavno je bil izkopan še en megaron, nekaj sto metrov severovzhodno od Demetrinega svetišča.

### Nekropola
Okoli Selinunta je mogoče določiti nekatera območja, ki so se uporabljala kot nekropole.
- Buffa (konec 7. stoletja pred našim štetjem in 6. stoletjem): severno od vzhodnega hriba. Stran vsebuje trikotno votivno votlino (25 x 18 x 32 metra) s terakoto, vazami in živalski ostanki (verjetno žrtve).
- Galera Bagliazzo (6. stoletje pr. n. št.): severovzhodno od Mannuzze. V grobnicah, ki so jih izdolbli v tuf, kot kaže ni enojnih, so grobi izdelki različnih slogov. Leta 1882 so bili na tem mestu najdeni kipi, imenovani Efebi iz Selinunta; danes so v muzeju v Castelvetranu.
- Pipio Bresciana in Manicalunga Timpone Nero (6. do 5. stoletje pred našim štetjem): zahodno od Gaggere, je najobsežnejšega nekropola Selinunta. Glede na oddaljenost od središča mesta ni jasno, ali je bila nekropola mesta ali predmestja. Poleg dokazov o nehumanih pokopih so tudi amfore in pitosi, ki pričajo o kremaciji. Sarkofagi so v terakoti ali tufu. Je tudi nekaj pokritih prostorov.

### Kamnolom Cusa
Kamnolom sestavlja apnenec, je blizu Campobella di Mazara, kamnolomov je več, oddaljeni so 13 kilometrov od Selinunta. Iz njih so dobili material za zgradbe v Selinuntu. Zelo opazno je, da so nenadno prenehali delovati, kar je verjetno povzročil napad na mesto leta 409 pr. n. št. Nenadna opustitev kamnolomov, kamnoseških kamnov in drugih del pomeni, da jih danes ni mogoče rekonstruirati, da bi videli vse faze postopka, od prvih globokih krožnih rezov do končnih bobnov, ki čakajo na prevoz. Skupaj s končanimi bobni stebrov so tu še preostali elementi in kvadratni bloki, ki so bili namenjeni templjem Selinunta. Od bobnov, ki so jih že izkopali, so bili nekateri pripravljeni za prevoz, drugi pa so bili že na poti in opuščeni na cesti. Nekatere ogromne stebre, ki so bili namenjeni za tempelj G, najdemo na območju zahodno od Cave di Cusa, tudi v položaju, v katerem so bili prvotno zapuščeni.

## Kovani denar
Kovanci Selinunta so številni in različni. Najzgodnejši je list peteršilja ali zelene na sprednji strani. Tisti, nekoliko kasnejši, imajo figuro žrtvovanja na oltarju, ki je posvečen Asklepiju, kar nakazuje ptica, ki stoji pod njim. Ta prizor se nanaša na zgodbo, ki jo je napisal Diogen Laertski [44]: Selinuntčani so zboleli za močvirno kugo zaradi narave zemljišča, ki meji na sosednjo reki, vendar so se pozdravili po izsuševanju, ki ga je vpeljal Empedokles. Stoječa figura na nekaterih kovancih je rečni bog Selinus, ki je tako pripomogel k blaginji mesta.
- Didrahma z listom zelene, dve kroglici zgoraj. Vrezan kvadrat, razdeljen na osem odsekov. Okoli 540/530-510 pr. n. št.
- Didrahma, okoli 480–466 pr. n. št.
- Didrahma, okoli 466–415 pr. n. št.
- Didrahma, okoli 466–415 pr. n. št.
- Tetradrahma 82000284

## Umetnost in druga odkritja
- Velika tabla Selinunta je bila odkrita v aditonu templja G leta 1871. Vsebuje katalog kultov, ki so se izvajali v Selinuntu in je zato osnova za vse poskuse določitve kultov različnih templjev. Piše: "Selinuntčani so zmagovali, zahvaljujoč bogovom Zevsu, Fobosu, Herakleju, Apolonu, Pozejdonu, Tindaridi, Ateni, Demetri, Perzefoni in drugim bogovom. Po obnovitvi miru je bilo določeno, da je daritev treba opraviti v zlatu z imeni napisanih bogov z Zevsom na vrhu in da se hrani v templju Apolona in da se za to porabi šestdeset talentov zlata."
- Figurativna umetnost, ki je bila odkrita, je zelo pomembna, veliko je hranijo v Regionalnem arheološkem muzeju Antonia Salinasa. Najboljši primeri značilnega arhaičnega umetniškega sloga Selinunta so metope.
- Efeb iz Selinunta je bronast kip, ki daruje z libacijo (polivanje tekočine), v strogem slogu z značilnostmi iz grškega zahoda in iz 470 pr. n. št. Poleg Rama iz Sirakuz je edino večje bronasto delo, ki je ohranjeno iz grške Sicilije. Hranijo ga v Castelvetranu.
- Nekropole so prinesle veliko protokorintskih, korintskih, rodoških in atiških vaz s črno figuro, ne pa edinstvene lokalne keramike, saj v Selinuntu niso izdelovali lepe keramike.
- Nekateri najdragocenejši votivni darovi so bili najdeni v Demetrinem svetišču, kot so kipi iz terakote, keramika, oltarji, ploski relief, ki prikazuje ugrabitev Perzefone in krščanske svetilke. Ti predmeti so shranjeni v arheološkem muzeju v Palermu, nekateri pa so na ogled.

### Metope Selinunta
- Tempelj C 
 Apolonova kvadriga
- Tempelj C 
Perzej ubija Meduzo
- Tempelj C 
Heraklej in Kerkopi
- Tempelj E 
Artemida in Aktajon
- Tempelj E 
Atena in Enkelad
- Tempelj E 
Zevs in Hera
- Tempelj E 
Heraklej in Antiopa
- Tempelj F 
Gigantomahija
- Tempelj F 
Gigantomahija
- Tempelj Y 
Evropa na biku
- Tempelj Y 
Prizor plesa
- Tempelj Y 
Demetra in Perzefona v kvadrigi
- Tempelj Y 
 Delfska triada

### Terakotni kipi
- Kore z golobicami
- Kore
- Klečeči kuros
- Tanagra
- Votivne glave
- Votivne glave
- Ženska maska
- Sfinga
- Sirena
- Biki počivajo

## Slike
- Akropola z vzhoda
- Tempelj E
- Tempelj E spredaj
- Tempelj E zadaj
- Tempelj C
- Tempelj C
- Demetrino svetišče